# People's Choice Awards 1980
La 6ª edizione dei People's Choice Awards, presentata da Mariette Hartley e Bert Parks, si è svolta l'8 marzo 1980 ed è stata trasmessa dalla CBS.
In seguito sono elencate le categorie. Il relativo vincitore è stato indicato in grassetto.

## Cinema

### Film preferito
- Rocky II, regia di Sylvester Stallone

### Attore cinematografico preferito
- Burt Reynolds – E ora: punto e a capo (Starting Over)
- Alan Alda – La seduzione del potere (The Seduction of Joe Tynan)
- Clint Eastwood – Fuga da Alcatraz (Escape from Alcatraz)

### Attrice cinematografica preferita
- Jane Fonda – Sindrome cinese (The China Syndrome)
- Sally Field – Norma Rae
- Barbra Streisand – Ma che sei tutta matta? (The Main Event)

### Attrice cinematografica giovane preferita
- Kristy McNichol – La fine... della fine (The End)
- Tatum O'Neal – Piccoli amori (Little Darlings)
- Brooke Shields – Noi due soli (Just You and Me, Kid)

## Televisione

### Serie televisiva drammatica preferita
- Dallas
- La casa nella prateria (Little House on the Prairie)
- Quincy (Quincy, M.E.)

### Serie televisiva commedia preferita
- M*A*S*H
- Mork & Mindy
- Tre cuori in affitto (Three's Company)

### Nuova serie televisiva drammatica preferita
- Cuore e batticuore (Hart to Hart)

### Attore televisivo preferito
- Alan Alda – M*A*S*H
- James Garner – Agenzia Rockford (The Rockford Files)
- Robin Williams – Mork & Mindy

### Attrice televisiva preferita
- Carol Burnett

### Attore preferito in una nuova serie televisiva
- Robert Wagner – Cuore e batticuore (Hart to Hart)
- Gil Gerard – Buck Rogers (Buck Rogers in the 25th Century)
- Robert Guillaume – Benson

### Attrice preferita in una nuova serie televisiva
- Stefanie Powers – Cuore e batticuore (Hart to Hart)
- Shirley Jones – Shirley
- Donna Pescow – Angie

### Giovane interprete televisivo/a preferito/a
- Gary Coleman – Il mio amico Arnold (Diff'rent Strokes)
- Melissa Gilbert – La casa nella prateria (Little House on the Prairie)
- Adam Rich – La famiglia Bradford (Eight is enough)

## Musica

### Canzone preferita
- Babe (Styx), musica e testo di Dennis DeYoung
- Escape (The Piña Colada Song) (Rupert Holmes), musica e testo di Rupert Holmes
- Still (Commodores), musica e testo di Lionel Richie

### Canzone preferita tratta da un film
- The Main Event (Barbra Streisand), musica e testo di Paul Jabara e Bruce Roberts – Ma che sei tutta matta? (The Main Event)
- Every Which Way but Loose (Eddie Rabbitt), musica e testo di Milton Brown, Steve Dorff e Snuff Garrett – Filo da torcere (Every Which Way but Loose)
- Rocky II

## Altri premi

### Intrattenitore preferito
- Alan Alda
- Burt Reynolds
- Kenny Rogers

### Intrattenitrice preferita
- Carol Burnett
- Dolly Parton
- Barbra Streisand